# Alexandre Boubnov
Pour les articles homonymes, voir Boubnov.
Alexandre Dmitrievitch Boubnov (en russe : Александр Дмитриевич Бубнов) né en 1883 à Varsovie et mort le 2 février 1963 à Kranj en Slovénie, est un amiral russe.

## Biographie
En 1902, Alexandre Dmitrievitch Boubnov sortit diplômé du Corps naval des cadets et de l'Académie naval de Nikolaïevsk en 1913. Sa carrière dans la Marine impériale de Russie débuta sur le croiseur Amiral général.

### Guerre russo-japonaise
Au cours de la Guerre russo-japonaise (1904-1905), dans la 2e escadre du Pacifique placée sous le commandement de l'amiral Zinovi Rojestvenski, servant en qualité d'officier d'artillerie à bord du cuirassé Orel, Alexandre Boubnov prit part à la bataille de Tsushima les 27 mai et 28 mai 1905, il fut grièvement blessé. À l'issue de la bataille, il fut capturé par les Japonais. Revenu de captivité, il fut décoré de l'Ordre de Sainte-Anne (3e classe avec ruban et épées). Il servit successivement sur le Pierre le Grand, le Tsarevitch et le croiseur Russie.
Entre 1910 et 1912, Boubnov occupa le poste de chef du détachement de l'artillerie de la flotte de la Baltique
Le 6 décembre 1913, il fut élevé au grade de capitaine 2e rang (grade correspondant à celui de lieutenant-colonel dans l'infanterie ou l'armée de l'air). De 1913 et 1914, en qualité d'officier supérieur, il servit à bord du croiseur Diana. Il fut l'un des membres du Cercle Naval de Saint-Pétersbourg, il participa à la reconstruction de la Marine impériale de Russie.

### Première Guerre mondiale
Au cours de la Première Guerre mondiale, Alexandre Boubnov occupa le poste de chef de l'administration de la Marine au quartier-général de Mohilev, il fut le témoin et l'acteur de nombreuses décisions prises par le grand-duc Nikolaï Nikolaïevitch de Russie et son cousin, le tsar Nicolas II de Russie. Le 28 juillet 1917, il fut promu au grade de contre-amiral.

### Révolution et guerre civile
Après la Révolution d'Octobre 1917, il quitta la Russie et s'installa à Paris. À la fin de l'année 1918, inclus par l'amiral Koltchak dans la délégation russe se rendant à la Conférence de paix de Versailles dirigée par Sergueï Sazonov, toutefois la Russie privée de participation à cette conférence, Alexandre Boubnov prit la décision de rejoindre les Forces Armées du Sud de la Russie placées sous le commandement du général Dénikine. Le 20 août 1919, il fut nommé chef d'état-major de la flotte de la mer Noire, à ce poste, il succéda au vice-amiral Dmitry Nenioukov (1869-1929). Le 8 février 1920, il fut démis de ses fonctions par le général Dénikine en raison de son soutien au général Wrangel.

### Exil en Yougoslavie
Exilé, Boubnov vécut en Yougoslavie, pendant vingt ans, il exerça la profession de professeur à l'Académie navale yougoslave, il fut l'un des fondateurs de l'École navale yougoslave et de l'Académie, il fut également membre de l'institut de recherches russes à Belgrade. Avant la déclaration de la Seconde Guerre mondiale, il résida à Dubrovnik, après la guerre il s'installa à Kranj en Slovénie où il enseigna la langue russe dans un lycée de la ville.

### Décès
Alexandre Dmitrievitch Boubnov décéda à Kranj le 2 février 1963.

## Distinctions
- Ordre de Sainte-Anne (3e classe avec épées)
- Ordre de Sainte-Anne (2e classe)
- Ordre de Saint-Stanislas (2e classe)
- Ordre de Saint-Vladimir (3e classe)

## Œuvres littéraires
En Yougoslavie, Alexandre Dmitrievitch Boubnov publia :
- L'histoire de l'art naval (1931-1933)
- Ses Mémoires publiée par la maison d'édition Tchekhov
- Le problème du Bosphore (1937)
- Stratégie de la conduite de la guerre en mer (1937)
- Pourquoi la Russie n'a pas pris possession du Bosphore au cours de la dernière guerre (1931)